# Phaunouxita
La phaunouxita és un mineral de la classe dels fosfats. Rep el nom de Phaunoux, el nom francès de la vall de Rauenthal (França), on es va trobar per primera vegada el mineral.

## Característiques
La phaunouxita és un arsenat de fórmula química Ca₃(AsO₄)₂·11H₂O. Va ser aprovada com a espècie vàlida per l'Associació Mineralògica Internacional l'any 1980. Cristal·litza en el sistema triclínic.
Segons la classificació de Nickel-Strunz, la phaunouxita pertany a «02.CJ: Fosfats sense anions addicionals, amb H₂O, només amb cations de mida gran» juntament amb els següents minerals: estercorita, mundrabil·laïta, swaknoïta, nabafita, nastrofita, haidingerita, vladimirita, ferrarisita, machatschkiïta, rauenthalita, brockita, grayita, rabdofana-(Ce), rabdofana-(La), rabdofana-(Nd), tristramita, smirnovskita, ardealita, brushita, churchita-(Y), farmacolita, churchita-(Nd), mcnearita, dorfmanita, sincosita, bariosincosita, catalanoïta, guerinita i ningyoïta.

## Formació i jaciments
Va ser descoberta a la mina Gabe Gottes, situada a la localitat de Sainte-Marie-aux-Mines, dins el departament de l'Alt Rin (Gran Est, França). També ha estat descrita en altres mines properes, així com a diferents punts d'Europa: Àustria, Txèquia, Alemanya, Eslovàquia, Irlanda i Anglaterra. També ha estat trobada al Japó.